# Kolej linowo-terenowa Erdmannsdorf–Augustusburg
Kolej linowo-terenowa Erdmannsdorf–Augustusburg (niem. Drahtseilbahn Erdmannsdorf–Augustusburg, skr. DSB) – wąskotorowa kolej linowo-terenowa w Niemczech (Saksonia), łącząca Erdmannsdorf (ze stacją kolei normalnotorowej, linii Chemnitz – Annaberg-Buchholz) w dolinie Zschopau z Augustusburgiem (miastem położonym na wysokości ponad 500 m n.p.m.).

## Historia

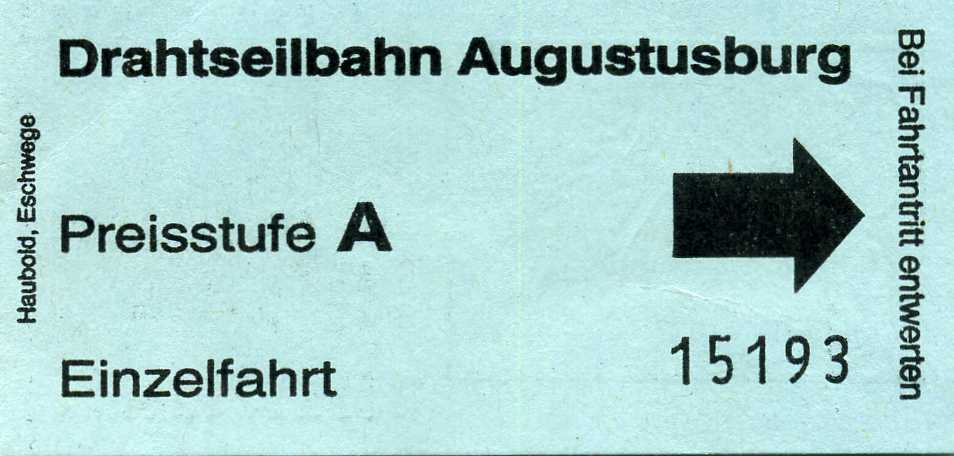
Historyczny bilet z 2011

Już w 1897 podjęto decyzję o połączeniu Erdmannsdorfu z Augustusburgiem za pomocą linii kolejowej. Trudności finansowe, a także problemy w planowaniu i wykonawstwie opóźniły ukończenie budowy do 24 czerwca 1911. Uroczystość otwarcia odbyła się w obecności starosty powiatu Chemnitz, Karla von Lossowa.
Z powodu błędów budowlanych w ciągu pierwszych kilku lat konieczne było wprowadzenie modyfikacji przebiegu torowiska. Ze względu na kryzys gospodarczy po I wojnie światowej kolej zamknięto 1923, jednak po trzech miesiącach przewozy wznowiono. Pod koniec lat 20. XX wieku wymieniono wagony i maszynę napędową. Kolej bez uszkodzeń przetrwała II wojnę światową i została upaństwowiona w 1952. W latach 1971–1973 przeszła generalną rekonstrukcję. Po zjednoczeniu Niemiec przekazana została powiatowemu przedsiębiorstwu komunikacyjnemu. Remontów dokonano na początku lat 90. XX wieku i w 2006 (generalny). Ponownie otwarto linię 24 czerwca 2006 (odbył się wówczas wyścig biegowy „Człowiek kontra maszyna” na trasie równoległej do toru kolei).
Kolej jest atrakcją turystyczną z uwagi na to, że w Augustusburgu znajduje się pałac myśliwski elektora saskiego Augusta (ur. 1526).

## Charakterystyka
Przejazd trwa osiem minut. Stacje górna i dolna zostały zachowane w historycznej formie, możliwe jest zwiedzanie maszynowni w budynku stacji górnej. Kolej ma rozstaw szyn 1000 mm i 1237 (lub 1239,8) metrów długości. Pokonuje na tej trasie różnicę wysokości 168,06 metrów. Gradient wynosi średnio 13,5% (maksymalny to 20,4% lub 20,14%). Wagony o masie własnej 9 ton przemieszczają się ze stałą prędkością 3 m/s.

## Galeria

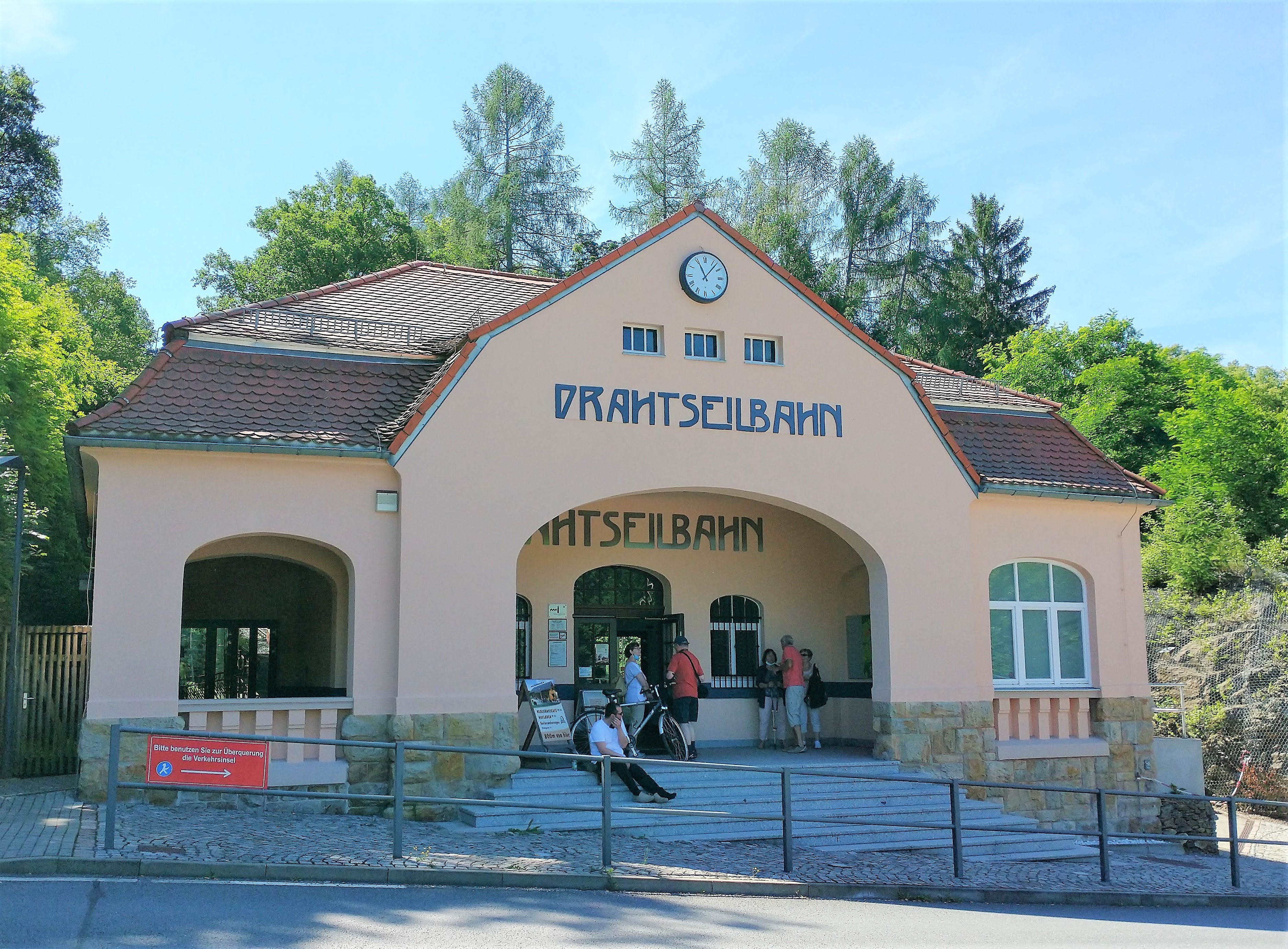
Stacja dolna
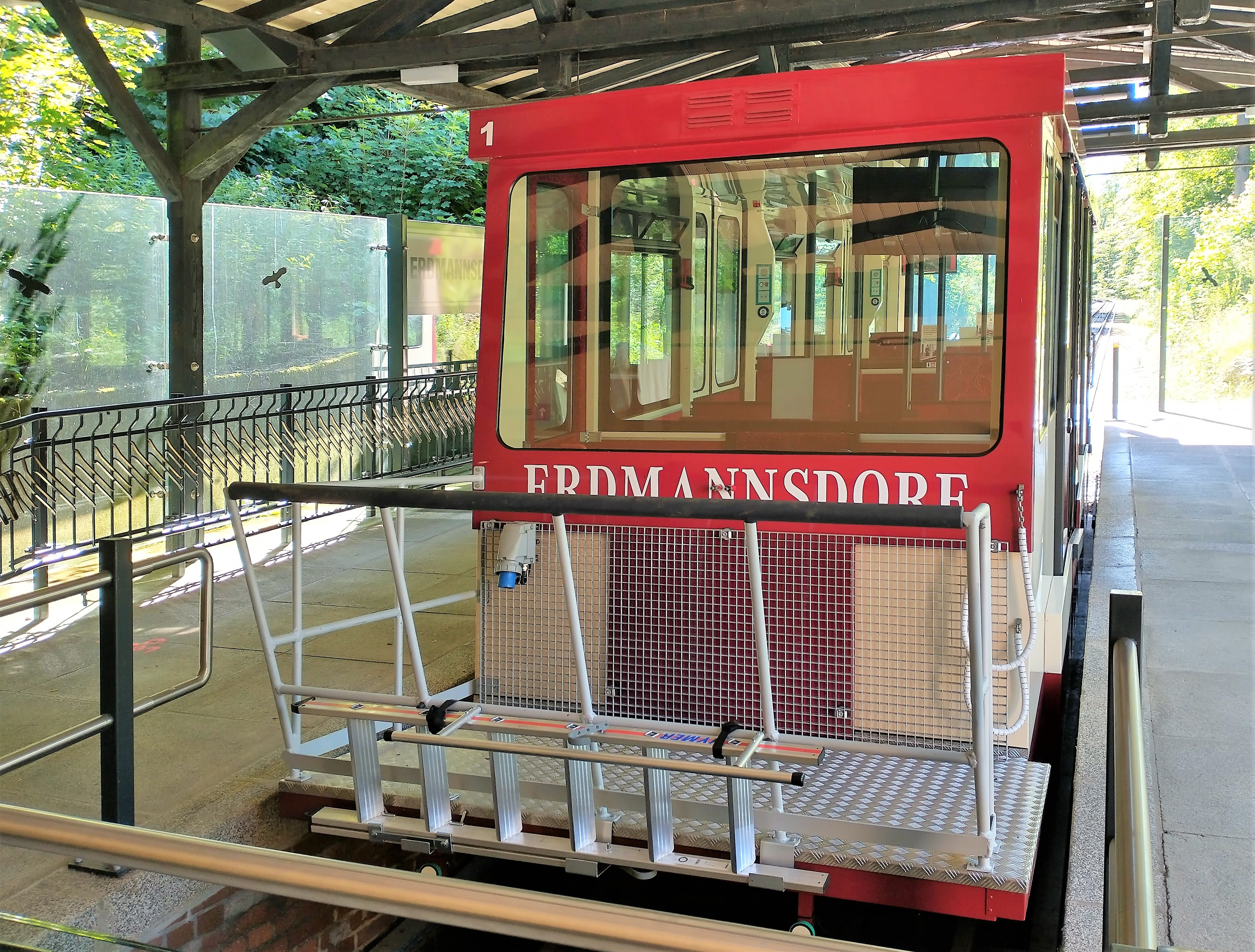
Wagon na stacji dolnej
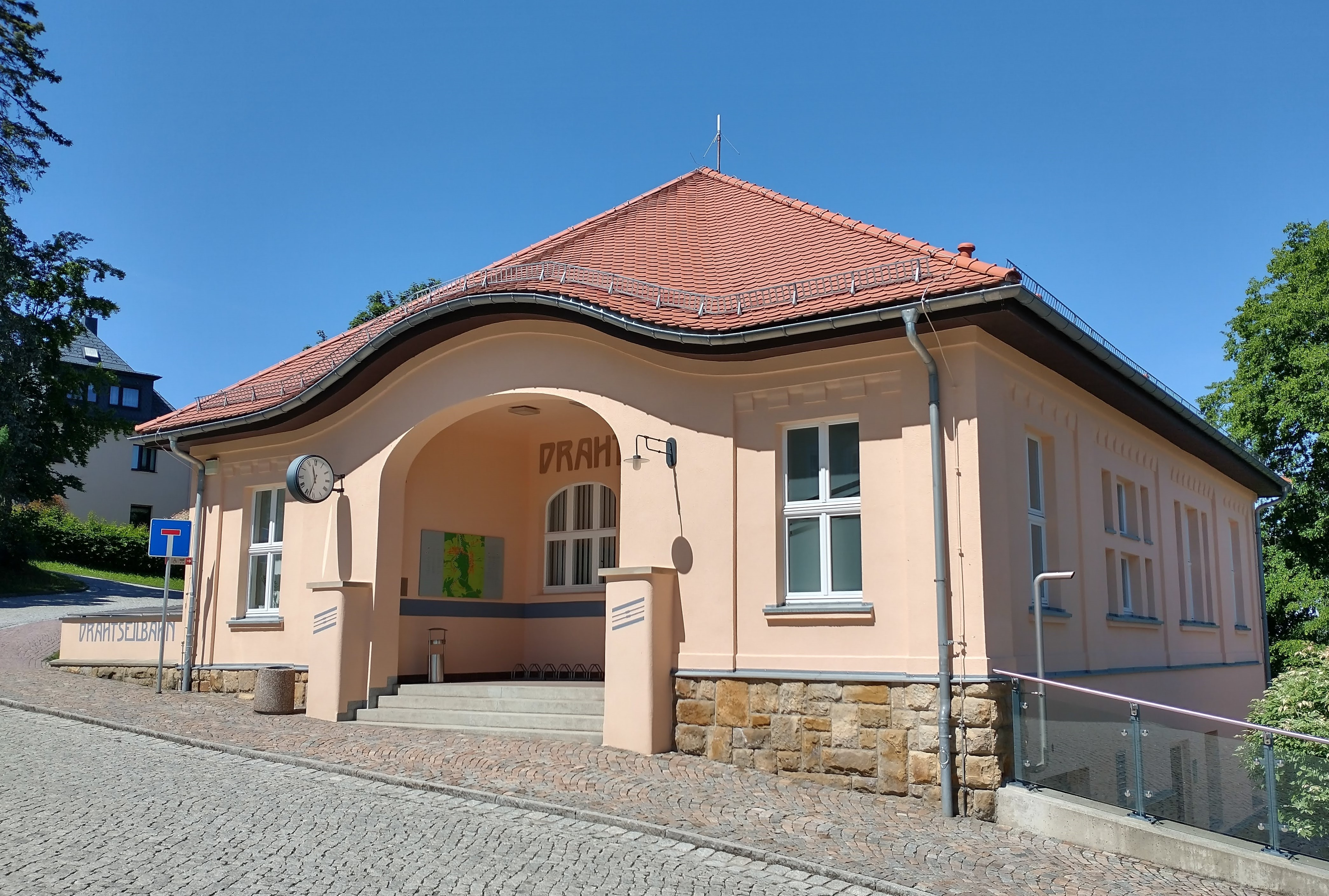
Stacja górna
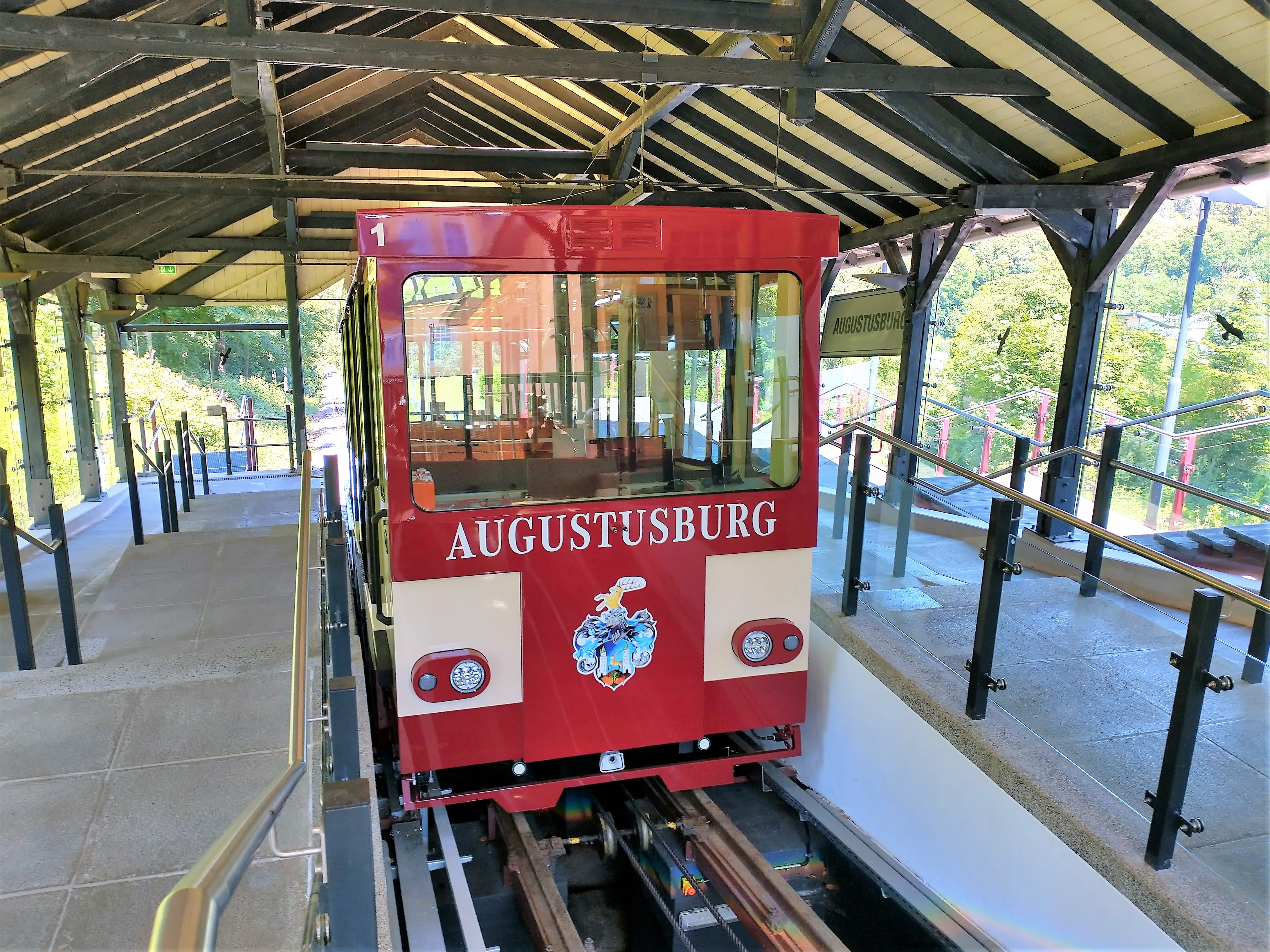
Wagon na stacji górnej
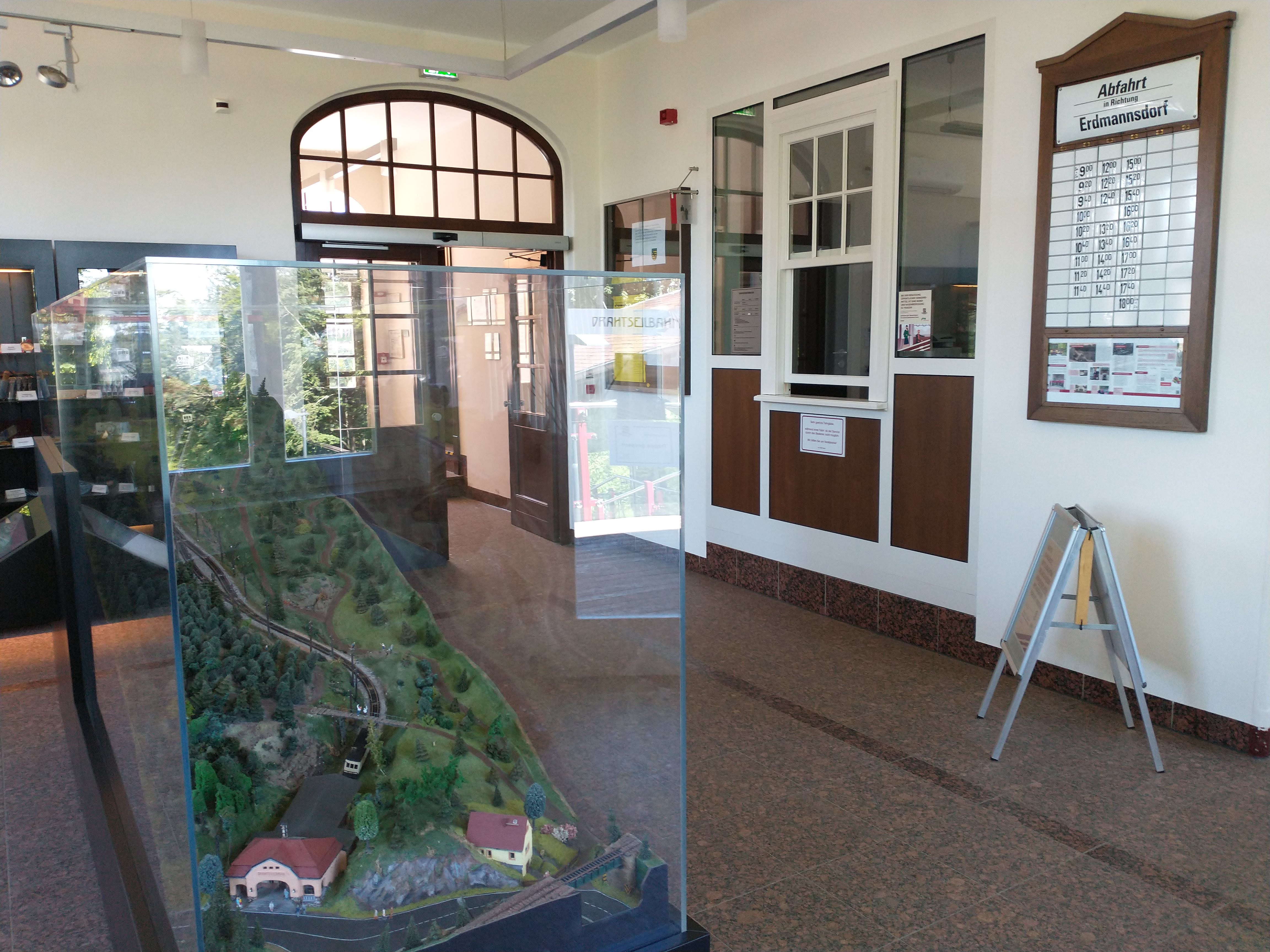
Wnętrze stacji górnej z dioramą linii